# Relações entre Uruguai e Vietnã
As relações entre o Uruguai e o Vietnã foram estabelecidas em 1993. Ambos os países são membros do Grupo dos 77.
O Vietnã é credenciado no Uruguai por sua embaixada em Buenos Aires, na Argentina. O Uruguai tem uma embaixada em Hanói.

## História
Os dois países estabeleceram relações diplomáticas em 11 de agosto de 1993. E em 2011, o Uruguai abriu sua embaixada em Hanói.

## Relação econômica
O comércio bilateral está sendo intensamente promovido. O Uruguai vende carne bovina, historicamente seu principal produto de exportação, para o Vietnã. Em 2012, o Uruguai participou do Fórum Vietnã-América Latina.